# Elgar Society
The Elgar Society è stata fondata nel 1951 ed è stata registrata come ente di beneficenza il 22 gennaio 1988.

## Scopo e storia
La società cerca di promuovere l'esecuzione della musica di Elgar, in particolare i brani più raramente eseguiti. Si occupa in particolare di presentare il compositore e la sua musica al pubblico più giovane e, concedendo sovvenzioni alle attività educative più appropriate, migliorare la qualità della vita dei membri del pubblico. Supporta anche l'Elgar Birthplace Museum con una sovvenzione annuale con l'obiettivo di ampliare l'accessibilità al luogo e ai suoi contenuti e incoraggiare la ricerca.
La società pubblica una rivista accademica tre volte all'anno, che contiene i risultati della ricerca su Elgar e viene venduta a istituzioni educative e al pubblico in generale, oltre a essere inviata ai membri come parte della loro indennità di abbonamento. C'è anche una newsletter triennale inviata ai soli membri.
Il presidente della società è Mark Elder. Precedenti presidenti sono stati Julian Lloyd Webber dal 2009, Sir Adrian Boult dal 1951, Lord Menuhin dal 1983 e Richard Hickox dal 1999.

## Filiali
Ci sono sette filiali nel Regno Unito organizzate geograficamente: Great Western, Londra, Nord Ovest, Scozia, Sud, Valle del Tamigi e West Midlands e una filiale a Vancouver, Columbia Britannica, Canada. La creazione di una Filiale è a discrezione del Consiglio della Società e richiede prove sostanziali da parte di un gruppo sufficientemente ampio di membri che vi sia una ragionevole garanzia di fattibilità. Le filiali sono tenute a riferire periodicamente al Consiglio sulle loro attività e a presentare i loro conti annuali al Tesoriere.

## Medaglia Elgar
Prima del 2011 la Medaglia Elgar veniva assegnata solo a studiosi e musicisti stranieri che pubblicano o eseguono, e quindi promuovono, la musica di Elgar all'estero. Durante un concerto nella Symphony Hall di Birmingham l'11 dicembre 2008, Steven Halls, Presidente della Society, ha consegnato la medaglia a Sakari Oramo. Il premio eccezionale rimasto, a Vladimir Ashkenazy, è stato consegnato nel 2010. Tuttavia, nel febbraio 2011, la Medaglia Elgar è stata consegnata a Michael Kennedy, CBE, un noto giornalista, scrittore e critico musicale britannico, per il suo importante contributo alla promozione delle opere di Elgar. Nel 2019 Anastasia Vedyakova, la prima musicista russa, è stata premiata con la Medaglia Elgar.